# 前田康弘
前田 康弘（まえだ やすひろ、 1978年2月17日  - ）は、陸上競技指導者（駅伝競走）、元選手。現國學院大學陸上競技部監督。 駒澤大学卒業。

## 経歴・人物
千葉県の市立船橋高校を卒業後、駒澤大学に進学。現役時代の箱根駅伝では2、3年ともに7区を走り3位、4年時は主将として4区を走り区間8位で駒澤大学の総合優勝に貢献した。卒業後は富士通の実業団を経て、家業の電気工事会社の現場で働くも父の急死で会社は閉鎖。以降陸上競技の指導者として実績を積んだ異色の経歴を持つ。
2007年（平成19年）に國學院大學陸上競技部のコーチに就任し、2009年（平成21年）に監督に昇格。監督として、國學院大學を2011年（平成23年）第87回箱根駅伝での初のシード権獲得(総合10位)、 2019年（令和元年）第31回出雲全日本大学選抜駅伝競走での三大駅伝（出雲・全日本・箱根）初優勝、2020年（令和2年）第96回箱根駅伝での往路2位・総合3位の過去最高記録へと導いた。